# 誤記
誤記（ごき）とは、書状、用紙、文書などに起り得る単語や文字の意図しない入れ替え（誤字）や脱落（脱字）、追加などによって発生する誤りである。誤表記。
特に印刷においては誤植と呼ばれる。

## 概要
このような誤りは、不注意の結果によるもので、故意による結果ではないが、訂正されなければならない。
例を挙げると、法廷速記者が損害賠償の額を誤って書き取ったとしても、原告はそれに束縛されることはない。
また、秘書や事務員による誤記は、経営者など上の人間への非難を反らして、身元がわかりにくく責任の少ない下の人間へ責任転嫁するために使われる常套文句でもある。